# Корбелен
Корблен (фр. Corbelin) — коммуна во Франции, находится в регионе Рона — Альпы. Департамент коммуны — Изер. Входит в состав кантона Ле-Пон-де-Бовуазен. Округ коммуны — Ла-Тур-дю-Пен.
Код INSEE коммуны — 38043. Население коммуны на  год составляло 2079 человек. Населённый пункт находится на высоте от _  до _ метров над уровнем моря. Муниципалитет расположен на расстоянии около 440 км юго-восточнее Парижа, 60 км восточнее Лиона, 50 км севернее Гренобля. Мэр коммуны — M. Christian Chaboud, мандат действует на протяжении  гг.
Динамика населения (INSEE):